# TrillStatik
TrillStatik è l'album collaborativo tra il produttore hip hop statunitense Statik Selektah e il rapper connazionale Bun B, pubblicato nel 2019. Ospiti dell'album, creato in una sessione live streaming su Instagram da parte di Statik Selektah, tra gli altri, Talib Kweli, Method Man, Smoke DZA, Westside Gunn, Fat Joe, Paul Wall e Big K.R.I.T..
| Recensione | Giudizio |
| ---------- | -------- |
| RapReviews | [ 2 ]    |
| HipHopDX   | [ 3 ]    |

## Tracce
1. Moving Mountains (featuring Jovanie) – 1:42
2. Still Trill (featuring Method Man & Grafh) – 2:53
3. Basquiat (featuring Fat Joe & Smoke DZA) – 4:13
4. Concrete (featuring Westside Gunn & Termanology) – 2:45
5. Money (featuring Fame & Wais P) – 2:19
6. Superstar* (featuring Meechy Darko, CJ Fly & Haile Supreme) – 4:09
7. Paperwork (featuring Uncle Murda) – 1:42
8. TBA (featuring Propain & Killa Kyleon) – 2:46
9. Time Flies (featuring Big K.R.I.T. & Talib Kweli) – 3:57
10. I Know (featuring Haile Supreme) – 2:18

Tracce bonus nell'edizione deluxe
1. All Good (featuring Tobe Nwigwe) – 3:05
2. Jon Snow (featuring Paul Wall & Le$) – 2:46
3. Lemons – 2:01
4. How the Game Go – 2:06

Note
- Nota come Superstarr sulle piattaforme digitali.